# ATP Challenger Series 1988
In der folgenden Tabelle werden die Turniere der professionellen Herrentennis-Saison 1988 der ATP Challenger Series dargestellt. Sie bestand aus 92 Turnieren mit einem Preisgeld von 25.000 bis 75.000 US-Dollar. Es war die elfte Ausgabe des Challenger-Turnierzyklus.

## Turnierplan

### Januar
| Datum1 | Ort          | Turnier                 | Preisgeld | Draw    | Belag2      | Sieger Einzel | Sieger Doppel               |
| ------ | ------------ | ----------------------- | --------- | ------- | ----------- | ------------- | --------------------------- |
| 11.01. | Heilbronn    | Heilbronn Open          | $ 25.000  | 32E/16D | Teppich (i) | Udo Riglewski | Udo Riglewski Jaromir Becka |
| 18.01. | Viña del Mar | Viña del Mar Challenger | $ 25.000  | 32E/16D | Sand        | Jim Courier   | Ricardo Acuña Luke Jensen   |

### Februar
| Datum1 | Ort     | Turnier            | Preisgeld | Draw    | Belag2      | Sieger Einzel                 | Sieger Doppel                 |
| ------ | ------- | ------------------ | --------- | ------- | ----------- | ----------------------------- | ----------------------------- |
| 15.02. | Lüttich | Liège Challenger   | $ 50.000  | 32E/16D | Teppich (i) | nach erster Runde abgebrochen | nach erster Runde abgebrochen |
| 22.02. | Nairobi | Nairobi Challenger | $ 25.000  | 32E/16D | Sand        | Paul Wekesa                   | Bud Cox Stephan Medem         |
| 22.02. | Wien    | Vienna Challenger  | $ 25.000  | 32E/16D | Teppich (i) | Omar Camporese                | Mark Basham Charles Beckman   |

### März
| Datum1 | Ort             | Turnier                    | Preisgeld | Draw    | Belag2        | Sieger Einzel   | Sieger Doppel                |
| ------ | --------------- | -------------------------- | --------- | ------- | ------------- | --------------- | ---------------------------- |
| 07.03. | Kairo           | Cairo Challenger           | $ 75.000  | 32E/16D | Sand          | Jordi Arrese    | Josef Čihák Cyril Suk        |
| 07.03. | Madeira         | Madeira Challenger I       | $ 75.000  | 32E/16D | Hartplatz     | Javier Sánchez  | David Felgate Nick Fulwood   |
| 14.03. | Marrakesch      | Marrakech Challenger       | $ 75.000  | 32E/16D | Sand          | Franco Davín    | Christer Allgårdh Conny Falk |
| 21.03. | Agadir          | Agadir Challenger          | $ 75.000  | 32E/16D | Sand          | Jordi Arrese    | Josef Čihák Cyril Suk        |
| 21.03. | Martinique      | Martinique Challenger      | $ 50.000  | 32E/16D | Hartplatz     | Patrick Baur    | Pieter Aldrich Diego Nargiso |
| 21.03. | São Paulo       | São Paulo Challenger I     | $ 25.000  | 32E/16D | Sand (i)      | Alberto Mancini | Pablo Albano Dácio Campos    |
| 28.03. | Graz            | Graz Challenger            | $ 50.000  | 32E/16D | Hartplatz (i) | Alex Antonitsch | Denys Maasdorp Torben Theine |
| 28.03. | Guadeloupe      | Guadeloupe Challenger      | $ 50.000  | 32E/16D | Hartplatz     | Pieter Aldrich  | David Dowlen Marcel Freeman  |
| 28.03. | San Luis Potosí | San Luis Potosí Challenger | $ 25.000  | 32E/16D | Sand          | Peter Doohan    | Luis Herrera Javier Ordaz    |

### April
| Datum1 | Ort            | Turnier                   | Preisgeld | Draw    | Belag2    | Sieger Einzel   | Sieger Doppel                     |
| ------ | -------------- | ------------------------- | --------- | ------- | --------- | --------------- | --------------------------------- |
| 04.04. | Madeira        | Madeira Challenger II     | $ 25.000  | 32E/16D | Hartplatz | Francisco Roig  | Jason Stoltenberg Todd Woodbridge |
| 11.04. | Rio de Janeiro | Rio de Janeiro Challenger | $ 75.000  | 32E/16D | Teppich   | Javier Frana    | Bruce Derlin Tony Mmoh            |
| 11.04. | Jerusalem      | Jerusalem Challenger      | $ 25.000  | 32E/16D | Hartplatz | Gilad Bloom     | Shlomo Glickstein Shahar Perkiss  |
| 18.04. | Vilamoura      | Vilamoura Challenger      | $ 25.000  | 32E/16D | Hartplatz | Barry Moir      | Peter Doohan Michael Fancutt      |
| 25.04. | Lissabon       | Lisbon Challenger         | $ 50.000  | 32E/16D | Sand      | Alberto Mancini | Jason Stoltenberg Todd Woodbridge |
| 27.04. | Nagoya         | Nagoya Challenger         | $ 50.000  | 32E/16D | Hartplatz | Andrew Castle   | Glenn Layendecker John Letts      |

### Mai
| Datum1 | Ort        | Turnier               | Preisgeld | Draw    | Belag2    | Sieger Einzel  | Sieger Doppel                        |
| ------ | ---------- | --------------------- | --------- | ------- | --------- | -------------- | ------------------------------------ |
| 09.05. | Salzburg   | Salzburg Challenger   | $ 75.000  | 32E/16D | Sand      | Bruno Orešar   | Damir Keretic Diego Pérez            |
| 09.05. | Itu        | Itu Challenger        | $ 25.000  | 32E/16D | Hartplatz | Mauro Menezes  | Marcos Hocevar Alexandre Hocevar     |
| 09.05. | Raleigh    | Raleigh Challenger    | $ 25.000  | 32E/16D | Sand      | Barry Moir     | David Macpherson Simon Youl          |
| 09.05. | Waiblingen | Waiblingen Challenger | $ 25.000  | 32E/16D | Sand      | Roland Stadler | Rikard Bergh Julian Barham           |
| 30.05. | Montabaur  | Montabaur Open        | $ 25.000  | 32E/16D | Sand      | Markus Rackl   | João Cunha e Silva Wojciech Kowalski |

### Juni
| Datum1 | Ort              | Turnier                     | Preisgeld | Draw    | Belag2  | Sieger Einzel     | Sieger Doppel                          |
| ------ | ---------------- | --------------------------- | --------- | ------- | ------- | ----------------- | -------------------------------------- |
| 06.06. | Dijon            | Dijon Challenger            | $ 25.000  | 32E/16D | Teppich | Ronnie Båthman    | Howard Endelman Gavin Pfitzner         |
| 13.06. | Parioli          | Parioli Challenger          | $ 25.000  | 32E/16D | Sand    | Massimo Cierro    | Andreas Lesch Torben Theine            |
| 20.06. | Clermont-Ferrand | Clermont-Ferrand Challenger | $ 75.000  | 32E/16D | Sand    | Marcelo Filippini | Rill Baxter Jörgen Windahl             |
| 20.06. | Salou            | Salou Challenger            | $ 25.000  | 32E/16D | Sand    | Mark Koevermans   | Marcelo Hennemann Jean-Marc Piacentile |
| 27.06. | Tarbes           | Tarbes Challenger           | $ 25.000  | 32E/16D | Sand    | Eduardo Osta      | João Cunha e Silva Jörgen Windahl      |

### Juli
| Datum1 | Ort          | Turnier                   | Preisgeld | Draw    | Belag2    | Sieger Einzel      | Sieger Doppel                     |
| ------ | ------------ | ------------------------- | --------- | ------- | --------- | ------------------ | --------------------------------- |
| 04.07. | Dublin       | Dublin Challenger         | $ 25.000  | 32E/16D | Teppich   | Neil Broad         | Neil Broad Stefan Kruger          |
| 04.07. | Travemünde   | Travemünde Challenger     | $ 25.000  | 32E/16D | Sand      | Conny Falk         | Igor Flego Mark Koevermans        |
| 11.07. | Porto        | Oporto Challenger         | $ 50.000  | 32E/16D | Sand      | Paul Dogger        | Michiel Schapers Huub van Boeckel |
| 11.07. | Tampere      | Tampere Challenger        | $ 50.000  | 32E/16D | Sand      | Andres Võsand      | Igor Flego Mark Koevermans        |
| 11.07. | São Paulo    | São Paulo Challenger II   | $ 25.000  | 32E/16D | Sand      | Luiz Mattar        | Givaldo Barbosa Ricardo Camargo   |
| 18.07. | Hanko        | Hanko Challenger          | $ 50.000  | 32E/16D | Sand      | Lawson Duncan      | Morten Christensen Michael Tauson |
| 18.07. | Johannesburg | Johannesburg Challenger I | $ 25.000  | 32E/16D | Rasen     | Neil Broad         | Mike DePalmer Gary Donnelly       |
| 18.07. | Fürth        | Quelle Cup                | $ 25.000  | 32E/16D | Sand      | Hans-Dieter Beutel | Michael Stich Martin Sinner       |
| 18.07. | Santos       | Santos Challenger         | $ 25.000  | 32E/16D | Sand      | Danilo Marcelino   | Danilo Marcelino Mauro Menezes    |
| 25.07. | Aptos        | Aptos Challenger          | $ 25.000  | 32E/16D | Hartplatz | Brad Pearce        | Jeff Klaparda Peter Palandjian    |
| 25.07. | Campos       | Campos Challenger         | $ 25.000  | 32E/16D | Hartplatz | Cássio Motta       | Ivan Kley Fernando Roese          |
| 25.07. | Ulm          | Müller Cup                | $ 25.000  | 32E/16D | Sand      | Raúl Viver         | Michael Stich Martin Sinner       |

### August
| Datum1 | Ort           | Turnier                  | Preisgeld | Draw    | Belag2    | Sieger Einzel     | Sieger Doppel                        |
| ------ | ------------- | ------------------------ | --------- | ------- | --------- | ----------------- | ------------------------------------ |
| 01.08. | Genf          | Geneva Challenger        | $ 25.000  | 32E/16D | Sand      | Gustavo Giussani  | Nevio Devide Stefano Mezzadri        |
| 01.08. | Lins          | Lins Challenger          | $ 25.000  | 32E/16D | Sand      | Danilo Marcelino  | Givaldo Barbosa Ricardo Camargo      |
| 01.08. | Seattle       | Seattle Challenger       | $ 25.000  | 32E/16D | Hartplatz | Glenn Layendecker | Buff Farrow Jim Gurfein              |
| 08.08. | Crans-Montana | Crans Montana Challenger | $ 25.000  | 32E/16D | Sand      | Guillermo Rivas   | Peter Svensson Lars-Anders Wahlgren  |
| 08.08. | Knokke-Heist  | Knokke Challenger        | $ 25.000  | 32E/16D | Sand      | Per Henricsson    | David Ison Richard Whichello         |
| 08.08. | Winnetka      | Winnetka Challenger      | $ 25.000  | 32E/16D | Hartplatz | Jeff Tarango      | Ricardo Acuña Royce Deppe            |
| 15.08. | San Marino    | San Marino Challenger    | $ 75.000  | 32E/16D | Sand      | Paolo Canè        | Christer Allgårdh Josef Čihák        |
| 15.08. | Eger          | Eger Challenger          | $ 25.000  | 32E/16D | Sand      | Karel Nováček     | Jaroslav Bulant Vojtěch Flégl        |
| 15.08. | New Haven     | New Haven Challenger     | $ 25.000  | 32E/16D | Hartplatz | Vijay Amritraj    | Jeff Klaparda Peter Palandjian       |
| 15.08. | Ostende       | Ostend Challenger        | $ 25.000  | 32E/16D | Sand      | Gerardo Vacarezza | Per Henricsson Nicklas Utgren        |
| 22.08. | Pescara       | Pescara Challenger       | $ 25.000  | 32E/16D | Sand      | Josef Čihák       | Ronnie Båthman Alessandro De Minicis |
| 22.08. | Rümikon       | Rumikon Challenger       | $ 25.000  | 32E/16D | Sand      | Jaroslav Bulant   | Jan Apell Veli Paloheimo             |
| 29.08. | Azoren        | Azores Challenger        | $ 25.000  | 32E/16D | Hartplatz | Nick Fulwood      | Nduka Odizor Éric Winogradsky        |
| 29.08. | Nyon          | Nyon Challenger          | $ 25.000  | 32E/16D | Sand      | Jörgen Windahl    | Hugo Núñez Raúl Viver                |
| 29.08. | Verona        | Verona Challenger        | $ 25.000  | 32E/16D | Sand      | Massimo Cierro    | Ronnie Båthman Stefan Svensson       |

### September
| Datum1 | Ort          | Turnier                    | Preisgeld | Draw    | Belag2    | Sieger Einzel   | Sieger Doppel                       |
| ------ | ------------ | -------------------------- | --------- | ------- | --------- | --------------- | ----------------------------------- |
| 05.09. | Genua        | Genova Challenger          | $ 25.000  | 32E/16D | Sand      | Paolo Canè      | Peter Svensson Lars-Anders Wahlgren |
| 05.09. | Thessaloniki | Thessaloniki Challenger    | $ 25.000  | 32E/16D | Hartplatz | Olli Rahnasto   | Morten Christensen Steve Guy        |
| 12.09. | Messina      | Messina Challenger         | $ 50.000  | 32E/16D | Sand      | Claudio Panatta | Simone Colombo Nevio Devide         |
| 12.09. | Budapest     | Budapest Challenger        | $ 25.000  | 32E/16D | Sand      | Roland Stadler  | Denis Langaskens Eduardo Masso      |
| 12.09. | Johannesburg | Johannesburg Challenger II | $ 25.000  | 32E/16D | Hartplatz | Matt Anger      | Neil Broad Stefan Kruger            |
| 19.09. | Brisbane     | Brisbane Challenger        | $ 25.000  | 64E/32D | Hartplatz | Laurie Warder   | Paul Kronk Peter Wright             |

### Oktober
| Datum1 | Ort           | Turnier                  | Preisgeld | Draw    | Belag2        | Sieger Einzel   | Sieger Doppel                             |
| ------ | ------------- | ------------------------ | --------- | ------- | ------------- | --------------- | ----------------------------------------- |
| 03.10. | Estoril       | Estoril Challenger       | $ 75.000  | 32E/16D | Hartplatz     | Javier Sánchez  | João Cunha e Silva Jean-Philippe Fleurian |
| 03.10. | Casablanca    | Grand Prix Hassan II     | $ 50.000  | 32E/16D | Sand          | Josef Čihák     | Josef Čihák Cyril Suk                     |
| 03.10. | Coquitlam     | Coquitlam Challenger     | $ 25.000  | 32E/16D | Hartplatz (i) | Jonathan Stark  | Joe De Foor Bruce Man Son Hing            |
| 10.10  | Las Vegas     | Las Vegas Challenger     | $ 25.000  | 32E/16D | Hartplatz (i) | Andrew Sznajder | Shelby Cannon Greg Van Emburgh            |
| 17.10. | Cherbourg     | Cherbourg Challenger     | $ 25.000  | 32E/16D | Hartplatz (i) | Scott Davis     | Jan Apell Peter Nyborg                    |
| 24.10. | Bergen        | Bergen Challenger        | $ 75.000  | 32E/16D | Teppich (i)   | Tom Nijssen     | Petr Korda Cyril Suk                      |
| 24.10. | Singapur      | Singapore Challenger     | $ 25.000  | 32E/16D | Rasen         | Steve Guy       | Tim Pawsat Brad Pearce                    |
| 31.10. | Bossonnens    | Bossonnens Challenger    | $ 25.000  | 32E/16D | Hartplatz (i) | Olli Rahnasto   | Hugo Núñez Branislav Stankovič            |
| 31.10. | Nugra Santana | Nugra Santana Challenger | $ 25.000  | 32E/16D | Hartplatz     | Shane Barr      | Tim Pawsat Brad Pearce                    |

### November
| Datum1 | Ort          | Turnier                  | Preisgeld | Draw    | Belag2        | Sieger Einzel          | Sieger Doppel                       |
| ------ | ------------ | ------------------------ | --------- | ------- | ------------- | ---------------------- | ----------------------------------- |
| 07.11. | Acapulco     | Acapulco Challenger      | $ 25.000  | 32E/16D | Hartplatz     | Eduardo Vélez          | Shelby Cannon Greg Van Emburgh      |
| 07.11. | Helsinki     | Helsinki Challenger      | $ 25.000  | 32E/16D | Teppich (i)   | Veli Paloheimo         | Luke Jensen Peter Palandjian        |
| 07.11. | Guangzhou    | Guangzhou Challenger     | $ 25.000  | 32E/16D | Hartplatz     | Leander Paes           | Steve DeVries John Sobel            |
| 14.11. | Brasília     | Brasília Challenger      | $ 75.000  | 32E/16D | Hartplatz     | Luiz Mattar            | Danilo Marcelino Mauro Menezes      |
| 14.11. | Valkenswaard | Valkenswaard Challenger  | $ 75.000  | 32E/16D | Teppich (i)   | Wally Masur            | Patrick Baur Udo Riglewski          |
| 14.11. | Mexiko-Stadt | Mexico City Challenger   | $ 25.000  | 32E/16D | Hartplatz     | Tom Mercer             | Peter Doohan Michael Fancutt        |
| 14.11. | Straßburg    | Strasbourg Challenger    | $ 25.000  | 32E/16D | Sand (i)      | Marko Ostoja           | Juan Carlos Báguena Borja Uribe     |
| 21.11. | Kapstadt     | Capetown Challenger      | $ 75.000  | 32E/16D | Hartplatz     | Jimmy Arias            | Matt Anger Greg Holmes              |
| 21.11. | Kopenhagen   | Copenhagen Challenger    | $ 50.000  | 32E/16D | Teppich (i)   | Derrick Rostagno       | Gilad Bloom Wojciech Kowalski       |
| 21.11. | München      | Munich Challenger        | $ 25.000  | 32E/16D | Teppich (i)   | Alexander Wolkow       | Igor Flego Goran Ivanišević         |
| 21.11. | Hobart       | Tasmania Challenger      | $ 25.000  | 32E/16D | Teppich       | Todd Woodbridge        | Charlton Eagle Paul Mick            |
| 28.11. | Brest        | Brest Challenger         | $ 50.000  | 32E/16D | Hartplatz (i) | Luke Jensen            | John Letts Bruce Man Son Hing       |
| 28.11. | Durban       | Durban Challenger        | $ 25.000  | 32E/16D | Hartplatz     | Gary Muller            | Michael Robertson Tim Wilkison      |
| 28.11. | Ogbe         | Ogbe Challenger          | $ 25.000  | 32E/16D | Hartplatz     | Jean-Philippe Fleurian | Jean-Philippe Fleurian Nduka Odizor |
| 28.11. | São Paulo    | São Paulo Challenger III | $ 25.000  | 32E/16D | Sand          | Cássio Motta           | Givaldo Barbosa Ricardo Camargo     |

### Dezember
| Datum1 | Ort     | Turnier            | Preisgeld | Draw    | Belag2      | Sieger Einzel          | Sieger Doppel                       |
| ------ | ------- | ------------------ | --------- | ------- | ----------- | ---------------------- | ----------------------------------- |
| 05.12. | Cascais | Cascais Challenger | $ 75.000  | 32E/16D | Teppich (i) | Eduardo Masso          | Ronnie Båthman Rikard Bergh         |
| 05.12. | Münster | Münster Challenger | $ 75.000  | 32E/16D | Teppich (i) | Michael Stich          | Alexander Wolkow Andrei Olchowski   |
| 05.12. | Ikeja   | Ikeja Challenger   | $ 50.000  | 32E/16D | Hartplatz   | Jean-Philippe Fleurian | Jean-Philippe Fleurian Nduka Odizor |
| 05.12. | Bogotá  | Bogotá Challenger  | $ 25.000  | 32E/16D | Sand        | Gustavo Giussani       | Fabian Blengino Gustavo Giussani    |
| 12.12. | Sofia   | Sofia Challenger   | $ 25.000  | 32E/16D | Teppich (i) | Johan Vekemans         | Adrian Marcu Florin Segărceanu      |

- 1 Turnierbeginn (ohne Qualifikation)
- 2 Das Kürzel „(i)“ (= indoor) bedeutet, dass das betreffende Turnier in einer Halle ausgetragen wurde.